# Stri
Stri (traducido como Mujer) es una película dramática india en idioma telugu de 1995 protagonizada por Rohini y Thalaivasal Vijay. Fue escrita por Palagummi Padmaraju con guion y dirección de KS Sethumadhavan. La película obtuvo dos National Film Awards, dos Premios Nandi y se exhibió en la sección Indian Panorama, el Festival Internacional de Cine de India y el 2.º Festival Internacional de Cine de Praga.

## Trama
La película trata sobre una mujer de pueblo animada y conmovedora que anhela el amor de su impredecible amante.

## Premios
National Film Awards
- Mejor largometraje en telugu – 1995
- Premio Nacional de Cine - Mención especial – Rohiní

Premios Nandi - 1995
- Premio Especial del Jurado a la Mejor Interpretación - Rohini
- Premio Especial del Jurado a la Dirección - KS Sethumadhavan